# An-Nojoom FC
An-Nojoom Football Club (arabsky:لنجوم) je saúdskoarabský fotbalový klub z Al Hasy, který byl založen roku 1976. V současné době hraje druhou nejvyšší saúdskoarabskou ligu Saudi Second Division. Domácí zápasy hraje na Prince Abdullah bin Jalawi Stadium s kapacitou 20 000 míst.